# 有機酸
有機酸（ゆうきさん、Organic acid）は、酸性を示す有機化合物の総称である。ほとんどの有機酸はカルボン酸であり、カルボキシ基 (-COOH) を持つ。スルホン酸は比較的強い有機酸でスルホ基 (-SO3H) を持つ。また他にも、ヒドロキシ基、チオール基、エノールを特性基として持つ弱酸性化合物が知られるが、一般に生化学ではこれらだけを含む化合物は有機酸とは呼ばない。

## 特徴
強酸性の無機酸（鉱酸）が水中で容易に解離するのに対し、一般に有機酸は弱酸であり水中でもほとんど解離しない。ギ酸や酢酸のような分子量の小さい有機酸は水に溶けやすいが、安息香酸のような分子量の大きい分子は溶けにくい。一方ほとんどの有機酸は有機溶媒に対してはとても溶けやすい。パラトルエンスルホン酸は、比較的強い酸でしかも反応溶液にとけやすいため有機合成化学ではよく使われる。ただし、有機酸の極性に影響を及ぼす置換基があるときなどに例外が存在する。

## 用途

弱有機酸の構造。左からフェノール、エノール、アルコール、チオール。酸性のプロトンを赤く着色している。

強有機酸の構造。左からカルボン酸、スルホン酸。酸性のプロトンを赤く着色している。

有機酸は塩酸やフッ化水素酸のような無機酸に比べて金属と反応しにくい。そのため有機酸による反応は高温・長時間で行われる。クエン酸や酢酸など有機酸の塩基は、生物学においてしばしば緩衝液の中で使われる。
生物の代謝系はカルボキシル基、ヒドロキシ基を含むL-乳酸、クエン酸そしてD-グルクロン酸といった有機酸を作り出す。ヒトの血液と尿にはそれらに加えてアミノ酸や神経伝達物質の分解産物が含まれている。例えば、α-ケトイソカプロン酸、バニリルマンデル酸そしてD-乳酸はロイシン、アドレナリンの代謝産物である。

## よく使われる有機酸
- ギ酸
- 酢酸
- クエン酸
- シュウ酸